# Angélica Rivera
Angélica Rivera Hurtado (Ciudad de México, 2 de agosto de 1969) es una actriz mexicana, fue esposa del expresidente de México Enrique Peña Nieto y fungió como presidenta nacional del Consejo Consultivo Ciudadano del Sistema Nacional para el Desarrollo Integral de la Familia (DIF).

## Biografía

### Vida personal
Hija de Manuel Rivera Ruiz y María Eugenia Hurtado Escalante, estuvo casada con el productor José Alberto Castro, con quien tiene tres hijas. En 2008, luego de su divorcio civil, solicitó la anulación de su matrimonio ante la Iglesia católica, en 2009 fue declarado inválido.

### Trayectoria artística
Angélica comenzó su carrera como modelo cuando concursó en El rostro de El Heraldo de México, certamen del que resultó ganadora en 1987.
Angélica debutó como actriz en la telenovela Dulce desafío, en 1989, junto a Adela Noriega y Eduardo Yáñez, a la cual siguieron otras historias con las que demostró su talento.
En su filmografía se encuentran títulos como Simplemente María (1989), Alcanzar una estrella II (1991), Sueño de amor (1993), aunque la telenovela que supuso su consolidación fue La dueña (1995), donde aparece al lado de Francisco Gattorno y Cynthia Klitbo y la telenovela con mayor nivel de audiencia en ese año. En 1993 participó en la película "Aquí espantan" junto a Rafael Inclán, Patricia Reyes Spíndola y Ernesto Laguardia, en una chusca historia típica del cine mexicano popular de aquellos años, donde ganó muchos admiradores, dicha participación le dio la portada en una revista de lucha libre junto a Black Magic quien estaba en su apogeo como luchador.
En 1997 protagoniza junto a Eduardo Palomo la telenovela Huracán interpretando a Helena y compartiendo escenas con Sylvia Pasquel, Alejandra Barros, Gabriela Platas, Ludwika Paleta, entre otros.
En 1998-1999 José Alberto Castro la colocó a la cabeza de Ángela junto al argentino Juan Soler y otras figuras como Jacqueline Andere.
En el 2001 protagonizó la telenovela Sin pecado concebido, junto a Carlos Ponce.
En el 2003 obtuvo su primer papel antagónico en la telenovela Mariana de la noche, protagonizada por Alejandra Barros y Jorge Salinas.
Tuvo un papel protagonista en la telenovela Destilando amor en 2007, en la que volvió a coincidir con Eduardo Yáñez obteniendo otro éxito en su carrera. Después de que la telenovela culminó, Angélica decidió retirarse de la actuación.
Como cantante debutó en la telenovela Alcanzar una estrella II en 1991, de la cual surgió el grupo musical Muñecos de Papel, mismo del que formó parte al lado de Sasha Sokol, Bibi Gaytán, Ricky Martin, Erik Rubín y Pedro Fernández. Con el grupo grabó dos discos y realizó una gira por aproximadamente 1 año. Posteriormente volvió al mundo de la música tras su participación en la telenovela Destilando amor, grabando un disco en el que compartió créditos con Pepe Aguilar y por el cual obtuvo el premio como cantante revelación del 2007, por parte de la revista Furia Musical.
A mediados del mes de septiembre de 2007 fue la conductora principal del programa Para siempre, homenaje a la trayectoria de Vicente Fernández realizado en el rancho del cantante en Guadalajara, Jalisco.

## Matrimonio con Enrique Peña Nieto
Contrajo matrimonio con Enrique Peña Nieto el 27 de noviembre de 2010, cuando era gobernador del Estado de México. La ceremonia se llevó a cabo en la catedral de la ciudad de Toluca. A partir de ese momento, se convirtió en primera dama de la entidad. Algunos días después, anunció su retiro definitivo de las telenovelas para dedicarse a “esta gran responsabilidad al lado de él: dedicarme a mi casa, a mis hijos”.
El 30 de marzo de 2012, dio inicio la campaña de Enrique Peña Nieto por la Presidencia de la República, en la que Rivera acompañó a su esposo a los eventos que se realizaron en diversas partes de la República; asimismo, publicó regularmente una serie de videos denominados “Lo que mis ojos ven y mi corazón siente”, en los que documentó cómo se vivió la campaña desde adentro.
En el 2008 fue la imagen oficial del Estado de México.
El 2 de mayo de 2019, se hizo legalmente la conclusión del matrimonio.

## Primera dama de México

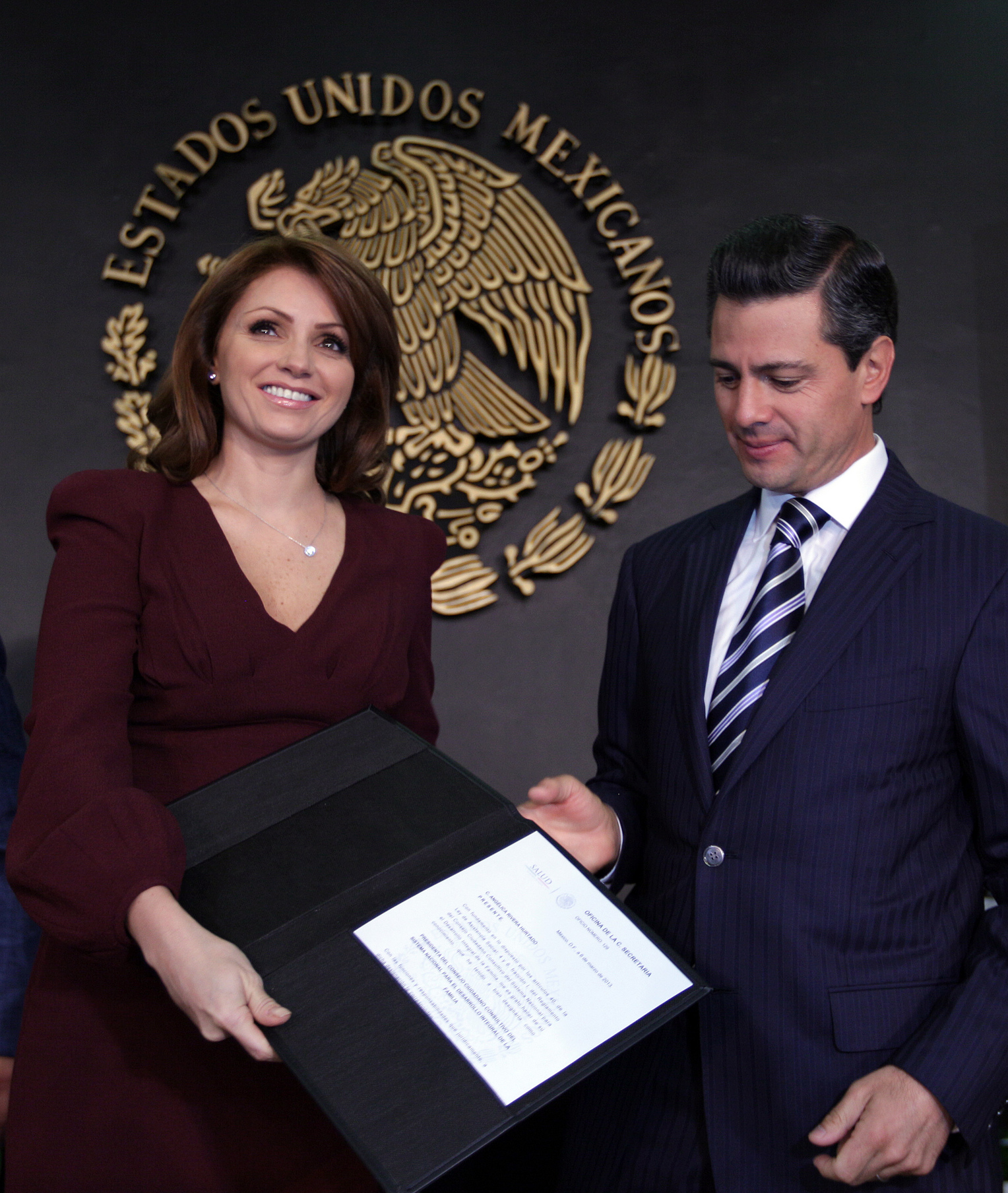
Angélica Rivera recibe de Enrique Peña Nieto su nombramiento como presidenta del Consejo Ciudadano Consultivo del Sistema Nacional DIF

El 1 de diciembre de 2012, Enrique Peña Nieto asumió la presidencia de los Estados Unidos Mexicanos, con lo que Rivera se convirtió en la primera dama del país. El 6 de marzo de 2013 fue nombrada presidenta del Consejo Ciudadano Consultivo del Sistema Nacional para el Desarrollo Integral de la Familia (DIF), a lo que siguió una gira por el país para visitar los centros de esa institución en el país.
Como primera dama, acompañó a Enrique Peña Nieto en algunos viajes oficiales como la ceremonia de inicio de papado de Francisco I el 19 de marzo de 2013. Así como la visita oficial a Europa de 2014 donde visitaron Francia, España y la Santa Sede. En España Angélica Rivera fue condecorada con la Gran Cruz de la Orden de Isabel la Católica.
La Investigación por conflicto de interés de Enrique Peña Nieto, también conocida como el caso de la casa blanca de Peña Nieto, refiere al escándalo político en México derivado de un reportaje periodístico, publicado el 9 de noviembre de 2014 por el equipo de investigación de la periodista mexicana Carmen Aristegui. El caso devino en una investigación oficial por conflicto de interés, en la que el presidente, su esposa y el secretario de Hacienda fueron exonerados. En agosto de 2018, Peña Nieto reconoció al escándalo de la casa blanca como uno de los errores de su administración.

## Filmografía
| Televisión | Televisión                   | Televisión                                                                |
| Año        | Título                       | Personaje                                                                 |
| ---------- | ---------------------------- | ------------------------------------------------------------------------- |
| 1988-1989  | Dulce desafío                | María Inés                                                                |
| 1989       | Papá soltero                 | Participación especial                                                    |
| 1989-1990  | Simplemente María            | Isabella de Peñalbert                                                     |
| 1990       | Mi pequeña Soledad           | Marisa Villaseñor                                                         |
| 1991       | La pícara soñadora           | Giovanna Carini                                                           |
| 1991       | Alcanzar una estrella II     | Silvana Vélez                                                             |
| 1991       | Mujer, casos de la vida real | Personaje estelar                                                         |
| 1993       | Sueño de amor                | Isabel González / Érika de la Cruz                                        |
| 1993       | Televiteatros                | Lady Windermere                                                           |
| 1995       | La dueña                     | Regina Villarreal                                                         |
| 1997-1998  | Huracán                      | Helena Robles                                                             |
| 1998-1999  | Ángela                       | Ángela Bellati / Ángela Bernal / Ángela Gallardo Bellati                  |
| 2001       | Sin pecado concebido         | Mariana Campos Ortiz                                                      |
| 2003-2004  | Mariana de la noche          | Marcia Montenegro                                                         |
| 2007       | Destilando amor              | Teresa Hernández García de Montalvo “Gaviota” / Mariana Franco Villarreal |
| 2025       | Con esa misma mirada         | Eloísa Obregón                                                            |

## Discos

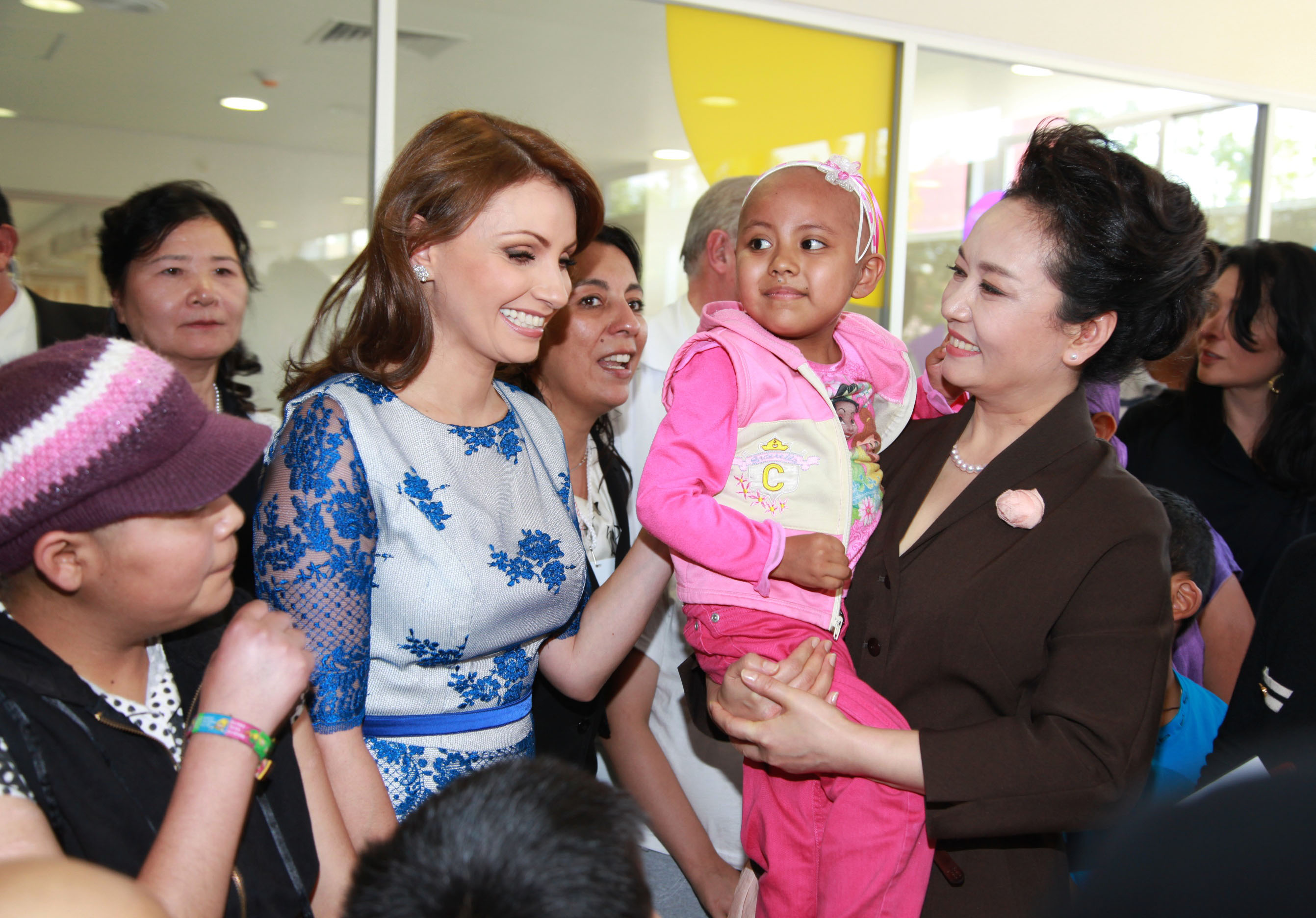
Angélica Rivera en un recorrido por el Hospital Infantil de México Federico Gómez.

- Temas de la telenovela Alcanzar una estrella II como parte del grupo Muñecos de papel (1991).
- Temas de la telenovela Destilando amor (2007).[11]

## Premios y nominaciones

### Premios TVyNovelas
| Año  | Categoría                 | Telenovela           | Resultado |
| ---- | ------------------------- | -------------------- | --------- |
| 1991 | Mejor actriz joven        | Mi pequeña Soledad   | Nominada  |
| 1994 | Mejor revelación femenina | Sueño de amor        | Nominada  |
| 1996 | Mejor actriz protagónica  | La dueña             | Nominada  |
| 1996 | Mejor revelación femenina | La dueña             | Ganadora  |
| 2002 | Mejor actriz protagónica  | Sin pecado concebido | Nominada  |
| 2004 | Mejor actriz antagónica   | Mariana de la noche  | Ganadora  |
| 2008 | Mejor actriz              | Destilando amor      | Ganadora  |

### Premios El Heraldo de México
| Año  | Categoría    | Telenovela | Resultado |
| ---- | ------------ | ---------- | --------- |
| 1996 | Mejor actriz | La dueña   | Nominada  |
| 1998 | Mejor actriz | Huracán    | Nominada  |

### Premios Eres 1992
| Categoría              | Telenovela         | Resultado |
| ---------------------- | ------------------ | --------- |
| Mejor actriz coestelar | La pícara soñadora | Ganadora  |

### Premios Palmas de Oro 2004
| Categoría               | Telenovela          | Resultado |
| ----------------------- | ------------------- | --------- |
| Mejor actriz antagónica | Mariana de la noche | Ganadora  |

### Premios ACE
| Año  | Categoría               | Telenovela          | Resultado |
| ---- | ----------------------- | ------------------- | --------- |
| 2005 | Rostro femenino del año | Mariana de la noche | Nominada  |

### Premios Bravo 2008
| Categoría    | Telenovela      | Resultado |
| ------------ | --------------- | --------- |
| Mejor actriz | Destilando amor | Ganadora  |

### TV Adicto Golden Awards
| Año  | Categoría                   | Telenovela      | Resultado |
| ---- | --------------------------- | --------------- | --------- |
| 2007 | Mejor protagonista femenina | Destilando amor | Ganadora  |
| 2007 | Mejor pareja                | Destilando amor | Ganadora  |

### Premios Oye! 2007
| Categoría                  | Ganador(-a/-es)                  |
| -------------------------- | -------------------------------- |
| Revelación Popular del Año | Destilando Amor, Angélica Rivera |

### Premios Furia Musical 2008
| Categoría                  | Ganador(-a/-es)                  |
| -------------------------- | -------------------------------- |
| Revelación Popular del Año | Destilando Amor, Angélica Rivera |

### Los 50 más Bellosportadas
| Año  | Persona en la portada |          |
| ---- | --- | -------- |
| 2008 | Christina Aguilera; Dayanara Torres; Danna García; Sofía Vergara; Angélica Rivera; Ivy Queen; Myrka Dellanos; Marlene Favela; | Portada. |

## Distinciones honoríficas
- Dama gran cruz de la Orden de Isabel la Católica (Reino de España, 06/06/2014).[17]
- Dama gran cruz de la Orden de Carlos III (Reino de España, 19/06/2015).[18]